# Western & Southern Open 2013
Western and Southern Open 2013 - чоловічий і жіночий тенісний турнір, що проходив на відкритих кортах з твердим покриттям 12-18 серпня 2013 року. Належав до категорії Мастерс в рамках Туру ATP 2013 і Premier 5 в рамках Туру WTA 2013. Це був 112-й турнір Мастерс Цинциннаті серед чоловіків і 85-й - серед жінок. Турнір проводиться щорічно в Lindner Family Tennis Center у Мейсоні (передмісті Цинциннаті, штат Огайо, США).

## Очки і призові

### Нарахування очок
| Дисципліна                 | П    | F   | SF  | QF  | 1/8 | 1/16 | 1/32 | Q   | Q2  | Q1  |
| Чоловіки, одиночний розряд | 1000 | 600 | 360 | 180 | 90  | 45   | 10   | 25  | 16  | 0   |
| Чоловіки, парний розряд    | 1000 | 600 | 360 | 180 | 90  | 0    | Н/Д  | Н/Д | Н/Д | Н/Д |
| Жінки, одиночний розряд    | 900  | 620 | 395 | 225 | 125 | 70   | 1    | 30  | 20  | 1   |
| Жінки, парний розряд       | 900  | 620 | 395 | 225 | 125 | 5    | Н/Д  | Н/Д | Н/Д | Н/Д |

### Призові гроші
| Дисципліна                 | П        | F        | ПФ       | ЧФ      | 1/8     | 1/16    | 1/32    | Q2     | Q1     |
| Чоловіки, одиночний розряд | $583,800 | $286,240 | $144,060 | $73,255 | $38,040 | $20,055 | $10,830 | $2,500 | $1,270 |
| Жінки, одиночний розряд    | $426,000 | $213,000 | $104,700 | $49,040 | $23,730 | $12,200 | $6,400  | $2,670 | $1,620 |
| Чоловіки, парний розряд    | $180,800 | $88,500  | $44,400  | $22,780 | $11,780 | $6,210  | Н/Д     | Н/Д    | Н/Д    |
| Жінки, парний розряд       | $122,000 | $61,600  | $30,425  | $15,340 | $7,780  | $3,840  | Н/Д     | Н/Д    | Н/Д    |

## Учасники основної сітки в рамках чоловічого турніру

### Сіяні учасники
| Країна          | Гравець                | Рейтинг | Сіяний |
| --------------- | ---------------------- | ------- | ------ |
| Сербія          | Новак Джокович         | 1       | 1      |
| Велика Британія | Енді Маррей            | 2       | 2      |
| Іспанія         | Давид Феррер           | 3       | 3      |
| Іспанія         | Рафаель Надаль         | 4       | 4      |
| Швейцарія       | Роджер Федерер         | 5       | 5      |
| Чехія           | Томаш Бердих           | 6       | 6      |
| Аргентина       | Хуан Мартін дель Потро | 7       | 7      |
| Франція         | Рішар Гаске            | 9       | 8      |
| Швейцарія       | Стен Вавринка          | 10      | 9      |
| Японія          | Кей Нісікорі           | 11      | 10     |
| Німеччина       | Томмі Гаас             | 12      | 11     |
| Канада          | Мілош Раоніч           | 13      | 12     |
| Іспанія         | Ніколас Альмагро       | 14      | 13     |
| Італія          | Фабіо Фоніні           | 16      | 14     |
| Франція         | Жиль Сімон             | 17      | 15     |
| Польща          | Єжи Янович             | 18      | 16     |

- Рейтинг подано станом на 5 серпня 2013

### Інші учасники
Учасники, що потрапили до основної сітки завдяки вайлд-кард:
- Браян Бейкер
- Джеймс Блейк
- Раян Гаррісон
- Джек Сок

Учасники, що потрапили до основної сітки через стадію кваліфікації:
- Pablo Andujar
- Бенжамін Бекер
- Давід Ґоффен
- Маккензі Макдоналд
- Адріан Маннаріно
- Едуар Роже-Васслен
- Дмитро Турсунов

### Відмовились від участі
До початку турніру
- Марин Чилич (suspension)
- Віктор Троїцький (suspension)
- Жо-Вілфрід Тсонга (травма лівого коліна)

### Знялись
- Жиль Сімон (травма стегна)
- Жеремі Шарді (травма лівого коліна)

## Учасники основної сітки в парному розряді

### Сіяні пари
| Країна   | Гравець              | Країна     | Гравець            | Рейтинг1 | Сіяні |
| -------- | -------------------- | ---------- | ------------------ | -------- | ----- |
| США      | Боб Браян            | США        | Майк Браян         | 2        | 1     |
| Іспанія  | Марсель Гранольєрс   | Іспанія    | Марк Лопес         | 9        | 2     |
| Австрія  | Александер Пея       | Бразилія   | Бруно Соарес       | 14       | 3     |
| Індія    | Леандер Паес         | Чехія      | Радек Штепанек     | 19       | 4     |
| Пакистан | Айсам-уль-Хак Куреші | Нідерланди | Жан-Жульєн Роєр    | 27       | 5     |
| Швеція   | Роберт Ліндстедт     | Канада     | Деніел Нестор      | 29       | 6     |
| Франція  | Жульєн Беннето       | Сербія     | Ненад Зімоньїч     | 31       | 7     |
| Індія    | Роган Бопанна        | Франція    | Едуар Роже-Васслен | 33       | 8     |

- Рейтинг подано станом на 5 серпня 2013

### Інші учасники
Нижче наведено пари, які отримали вайлдкард на участь в основній сітці:
- Браян Бейкер /  Ражів Рам
- Джеймс Блейк /  Стів Джонсон

### Відмовились від участі
Під час турніру
- Жеремі Шарді (травма лівого коліна)

## Учасниці основної сітки в рамках жіночого турніру

### Сіяні пари
| Країна    | Гравчиня           | Рейтинг | Сіяна |
| --------- | ------------------ | ------- | ----- |
| США       | Серена Вільямс     | 1       | 1     |
| Білорусь  | Вікторія Азаренко  | 2       | 2     |
| Росія     | Марія Шарапова     | 3       | 3     |
| Польща    | Агнешка Радванська | 4       | 4     |
| КНР       | Лі На              | 5       | 5     |
| Італія    | Сара Еррані        | 6       | 6     |
| Чехія     | Петра Квітова      | 7       | 7     |
| Франція   | Маріон Бартолі     | 8       | 8     |
| Німеччина | Анджелік Кербер    | 9       | 9     |
| Данія     | Каролін Возняцкі   | 10      | 10    |
| Австралія | Саманта Стосур     | 11      | 11    |
| Італія    | Роберта Вінчі      | 12      | 12    |
| Бельгія   | Кірстен Фліпкенс   | 13      | 13    |
| Сербія    | Єлена Янкович      | 14      | 14    |
| Сербія    | Ана Іванович       | 15      | 15    |
| Росія     | Марія Кириленко    | 16      | 16    |

- Рейтинг подано станом на 5 серпня 2013

### Інші учасниці
Учасниці, що потрапили в основну сітку завдяки вайлд-кард:
- Лорен Девіс
- Даніела Гантухова
- Бетані Маттек-Сендс

Учасниці, що пробились в основну сітку через стадію кваліфікації:
- Петра Мартич
- Ежені Бушар
- Ваня Кінґ
- Анніка Бек
- Софія Арвідссон
- Андреа Петкович
- Моніка Пуїг
- Яна Чепелова
- Полона Герцог
- Анна Татішвілі
- Марина Еракович
- Карін Кнапп

Учасниці, що потрапили до основної сітки як щасливий лузер:
- Моніка Нікулеску

### Відмовились від участі
До початку турніру
- Сорана Кирстя (травма живота)
- Кая Канепі
- Роміна Опранді
- Надія Петрова
- Лора Робсон (травма правого зап'ястка)

Під час турніру
- Агнешка Радванська (особисті причини)

## Учасниці основної сітки в парному розряді

### Сіяні пари
| Країна            | Гравчиня             | Країна            | Гравчиня           | Рейтинг1 | Сіяна |
| ----------------- | -------------------- | ----------------- | ------------------ | -------- | ----- |
| Італія            | Сара Еррані          | Італія            | Роберта Вінчі      | 1        | 1     |
| Росія             | Катерина Макарова    | Росія             | Олена Весніна      | 10       | 2     |
| КНР               | Пен Шуай             | Китайський Тайбей | Сє Шувей           | 19       | 3     |
| Чехія             | Андреа Главачкова    | США               | Ліза Реймонд       | 24       | 4     |
| США               | Ракель Копс-Джонс    | США               | Абігейл Спірс      | 24       | 5     |
| Німеччина         | Анна-Лена Гренефельд | Чехія             | Квета Пешке        | 27       | 6     |
| Китайський Тайбей | Чжань Хаоцін         | Словенія          | Катарина Среботнік | 42       | 7     |
| Індія             | Саня Мірза           | КНР               | Чжен Цзє           | 42       | 8     |

- Рейтинг подано станом на 5 серпня 2013

### Інші учасниці
Нижче наведено пари, які отримали вайлдкард на участь в основній сітці:
- Кірстен Фліпкенс /  Петра Квітова
- Даніела Гантухова /  Мартіна Хінгіс
- Анджелік Кербер /  Андреа Петкович
- Ваня Кінґ /  Аліса Клейбанова

## Переможниці та фіналістки

### Чоловіки. Одиночний розряд
Рафаель Надаль —  Джон Ізнер 7–6(10–8), 7–6(7–3)

### Одиночний розряд. Жінки
Вікторія Азаренко —  Серена Вільямс, 2–6, 6–2, 7–6(8–6)

### Парний розряд. Чоловіки
Боб Браян /  Майк Браян —  Марсель Гранольєрс /  Марк Лопес, 6–4, 4–6, [10–4]

### Парний розряд. Жінки
Сє Шувей /  Пен Шуай —  Анна-Лена Гренефельд /  Квета Пешке, 2–6, 6–3, [12–10]